# Eilema peyrierasi
Eilema peyrierasi là một loài bướm đêm thuộc phân họ Arctiinae, họ Erebidae.